# Квинт Антоний Меренда
Квинт Антоний Меренда (лат. Quintus Antonius Merenda; около 465 — после 422 гг. до н. э.) — римский государственный деятель конца V века до н. э.
Возможно, что отцом Меренды был децемвир с консульской властью Тит Антоний Меренда. О нём известно лишь то, что он был назначен военным трибуном с консульской властью в 422 до н. э.